# Aubertin
Aubertin är en kommun i departementet Pyrénées-Atlantiques i regionen Nouvelle-Aquitaine i sydvästra Frankrike. Kommunen ligger i kantonen Lasseube som tillhör arrondissementet Oloron-Sainte-Marie. År 2022 hade Aubertin 662 invånare.

## Befolkningsutveckling
Antalet invånare i kommunen Aubertin
| Referens: INSEE |